# Oaks d'Italia
La Oaks d'Italia è una competizione ippica italiana di galoppo, di Gruppo 2. 
La corsa è riservata a cavalle purosangue di 3 anni. Si corre a Milano su una distanza di 2.200 metri.

## Storia
Per lunghi anni è appartenuta al Gruppo 1, passando al Gruppo 2 nel 1997. Nel 1988 la distanza venne aumentata a 2.400 metri, per essere nuovamente ridotta nel 1995.
I fantini col maggior numero di vittorie in questa competizione sono Gianfranco Dettori e Walter Swinburn con quattro successi individuali.